# Palazzo Imperiale dell’Arena

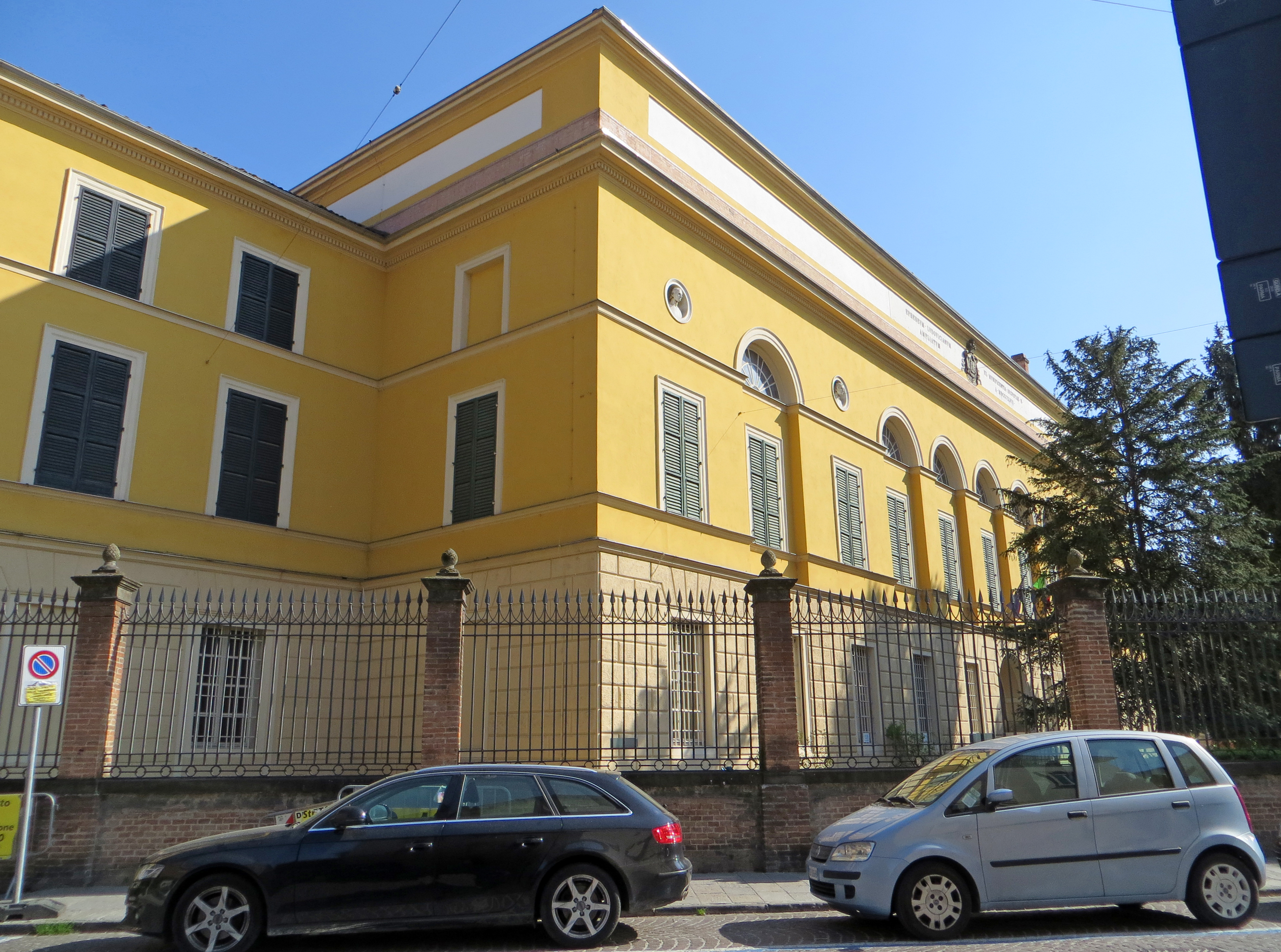
Collegio Maria Luigia in Parma

Der Palazzo Imperiale dell’Arena, auch Collegio Maria Luigia genannt, ist ein Palast des Klassizismus in Parma in der italienischen Region Emilia-Romagna. Er im Borgo Lalatta 14 und ist Sitz des alten Convitto Nazionale Maria Luigia, in dem eine Grundschule, eine weiterführende Schule (Mittelstufe) und drei weiterführende Schulen (Oberstufe) untergebracht sind, ein klassischer Zweig, ein naturwissenschaftlicher Zweig und ein klassisch-europäischer Zweig.

## Geschichte
Der ursprüngliche Palast wurde ab 1158 als kaiserliche Residenz von Friedrich Barbarossa auf den Ruinen des enorm großen, römischen Amphitheaters errichtet, das im 6. Jahrhundert von den Barbaren zerstört worden war. Das Gebäude, das sowohl durch seine Ausmaße als auch durch seinen Pomp imposant war, wurde um 1162 fertiggestellt; Barbarossa weilte dort schon 1164. Der Palast lag außerhalb der Stadtmitte und war mit dem Rest der Stadt durch eine Reihe von Straßen verbunden, darunter die Borgo Reale, die nach dem Palast benannt wurde.
Nach der kaiserlichen Niederlage in der Schlacht von Legnano 1176 fiel der Palast an die Stadt Parma, die ihn 1217 umbauen ließ.
1238 ließ der neue Kaiser, Friedrich II., den Palast erweitern und befestigen und behielt ihn bis 1247, als die Guelfen Parmas, die unter der Führung von Gherardo da Correggio wieder in die Stadt gekommen waren, alle kaiserlichen Gebäude besetzten. Später verfiel der Palast, wurde bereits 1255 als Quelle für Bausteine genutzt und diente danach in den Jahren 1316 bis 1325 als Müllkippe. 1331 wurde er dem Deutschen Orden gestiftet und 1335 ließ ihn Simone da Correggio restaurieren.

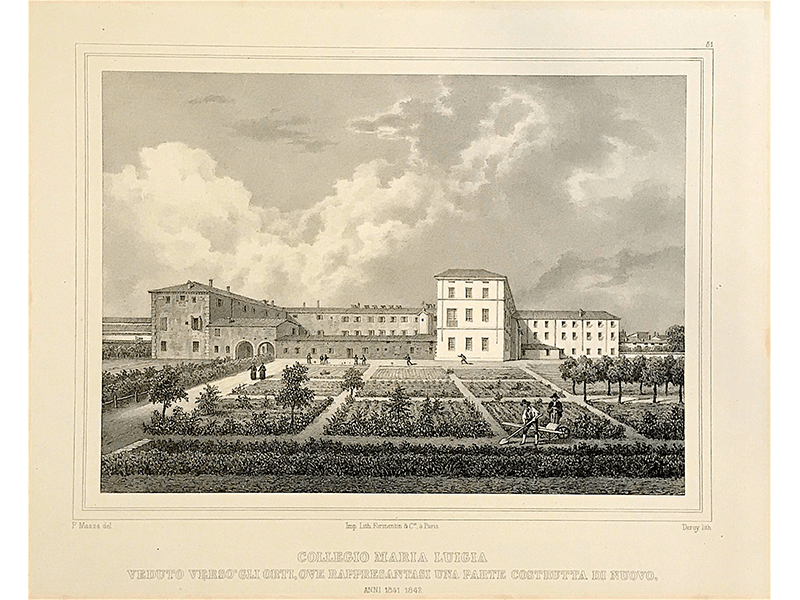
Pietro Mazza: Collegio Maria Luigia, veduta verso gli orti ove rappresentasi una parte costrutta di nuovo. 1841–1842

In den folgenden Jahrhunderten wechselte der Palast mehrmals den Besitzer, bis ihn 1547 die Adelsfamilie Lalatta erbte, die ihn vollkommen umbauen, ihn reich ausstatten und mit wertvollen Fresken verzieren ließ, darunter die im Sala dei Giganti, die Lattanzio Gambara schuf, und in der Biblioteca Storica, ein Werk von Michelangelo Anselmi.
1624 wurden die Farneses die neuen Eigentümer des Palastes; sie benannten ihn in „Casino degli Eremitani“ um. Außerdem ließen sie ihn grundlegend umbauen, wobei sie einige Flügel abreißen und einen neuen Südflügel anbauen ließen; sie verwandelten das Gebäude in einen Ort der Erholung in der Peripherie der Stadt. Die Eingriffe, die auch die Gärten betrafen, verschonten nur den Sala dei Giganti und die Bibliothek.
Bereits 1652 gelangte das Gebäude wieder in die Hände der Lalattas. 1755 wurde nach dem letzten Willen des letzten Nachkommen der Familie das Collegio Lalatta mit Sitz im Palast gegründet, das für die Aufnahme armer Studenten bestimmt war.
1821 beauftragte die Herzogin Marie-Louise von Österreich den Hofarchitekten Nicola Bettoli mit dem Bau eines kleinen Theaters für den Palast, in dem 1831 das Collegio Ducale Maria Luigia untergebracht wurde (1896 umbenannt in Convitto Nazionale Maria Luigia), eine Institution, die das Collgio Lalatta mit dem alten Collegio dei Nobili verband. Der Architekt projektierte auch den Bau des neuen Ostflügels, der nun die Hauptfassade trug, und des neuen Südflügels, sowie die Erweiterung des Westflügels. Die Arbeiten begannen 1836 und wurden 1847 abgeschlossen.
Später betrafen die Erweiterungen die Rückseite des Palastes, der mehrmals verändert wurde, um den neuen Bedürfnissen des Kollegs zu entsprechen.

## Beschreibung

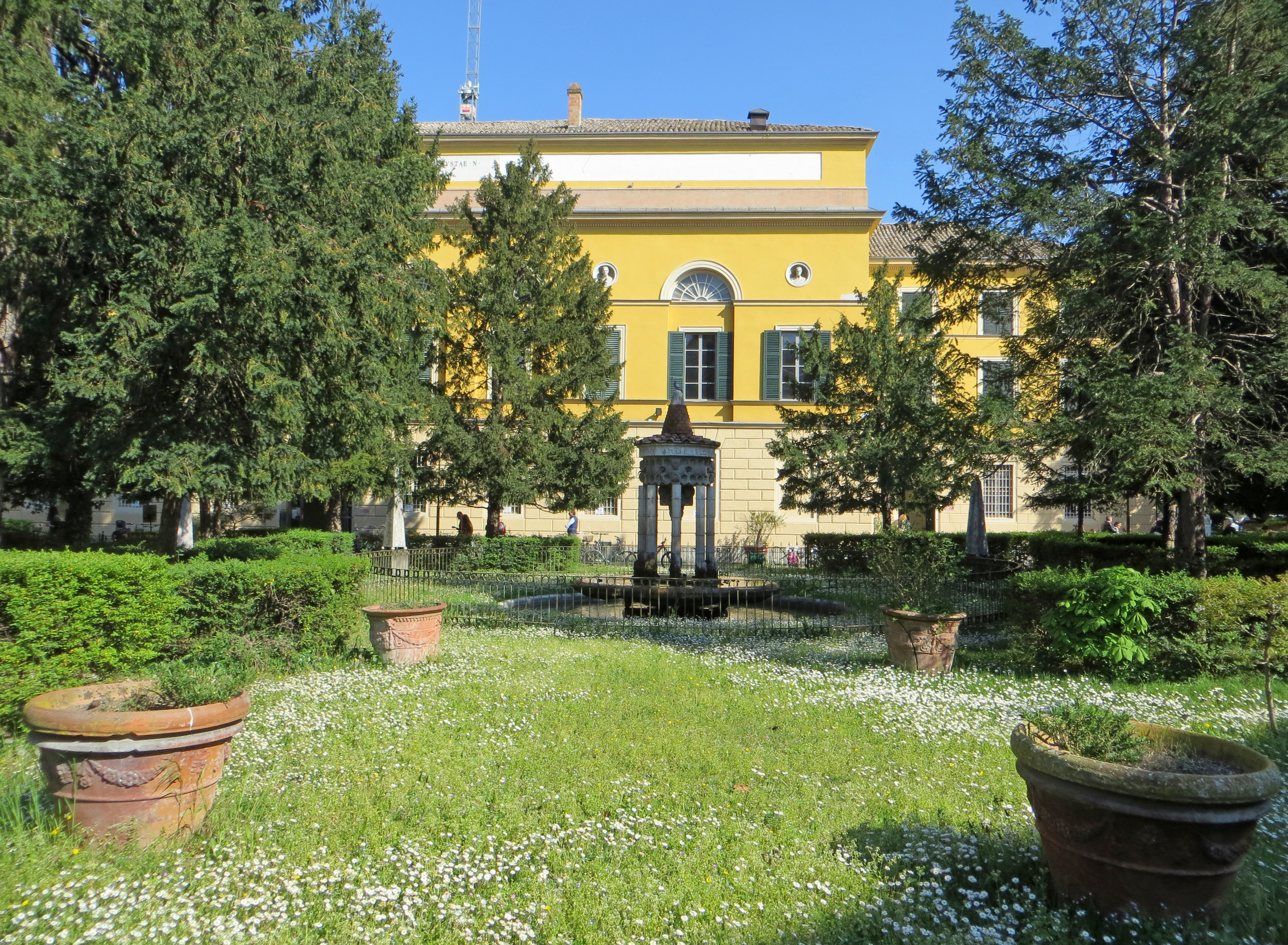
Vorgarten

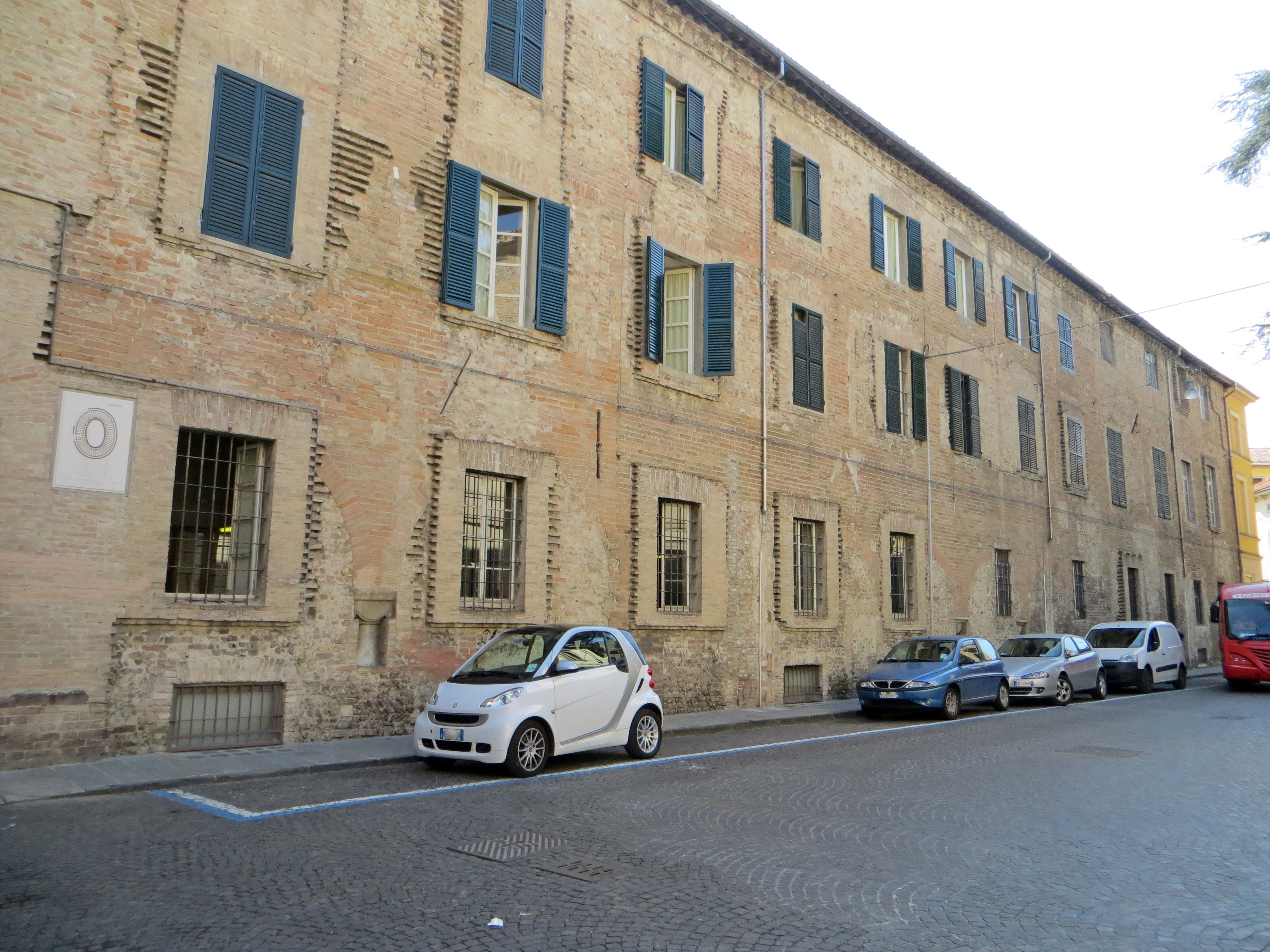
Seitenfassade zum Borgo Lalatta

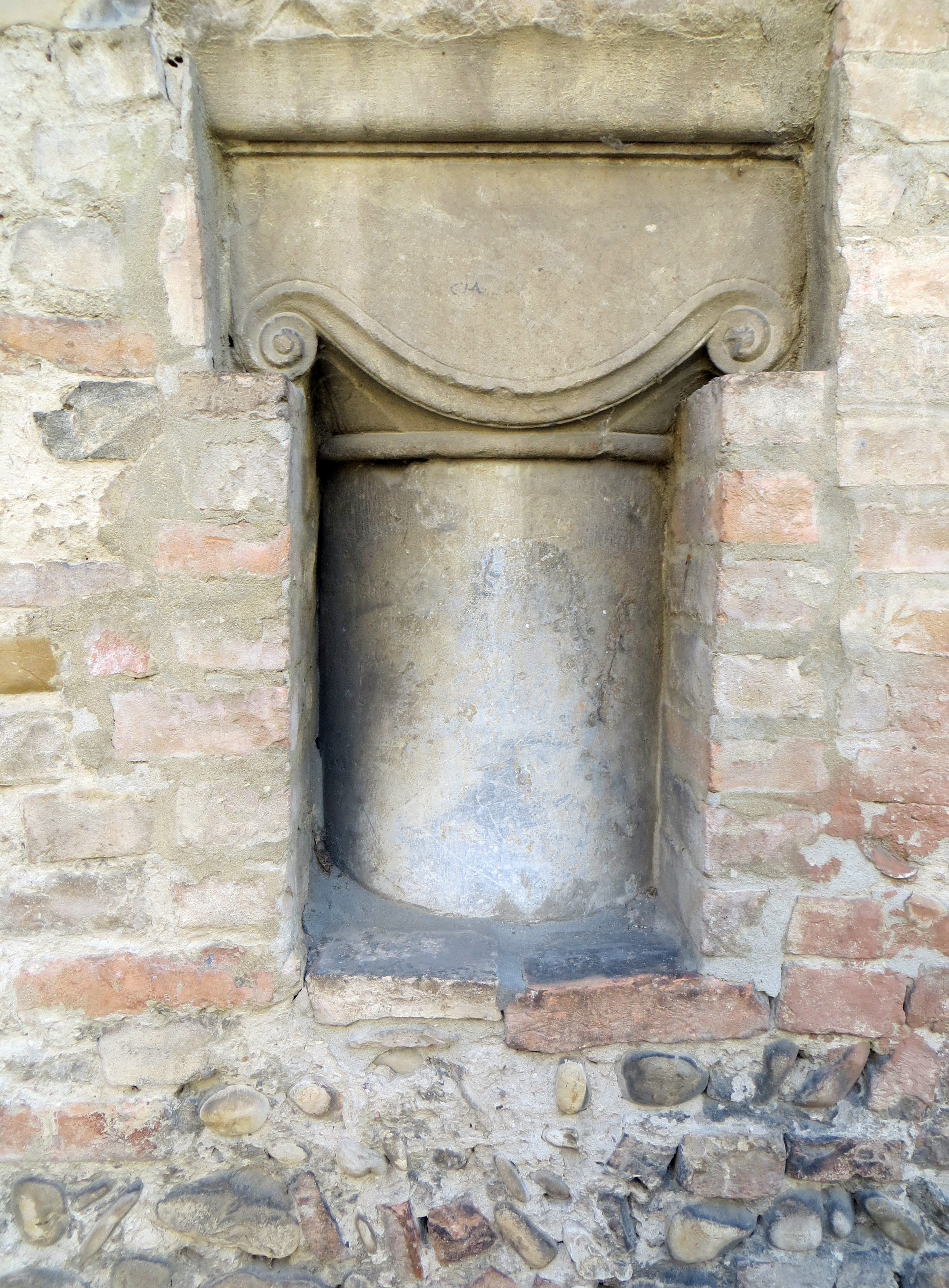
Eines der in der Seitenfassade eingelassenen Kapitelle

Vom komplexen Aufbau des ursprünglichen, mittelalterlichen Palastes, der im Nordteil des heutigen Palastes lag, sind heute nur noch wenige Spuren erhalten, die man zum Teil auf den nicht verputzten Wänden am Borgo Lalatta sehen kann. Dieser Flügel enthält noch den ältesten Teil des Gebäudes, wenn auch über die Jahrhunderte mehrmals verändert.
Das imposante, heutige Gebäude im Stile des Klassizismus erhebt sich symmetrisch um den großen Innenhof, in den man durch ein majestätisches Atrium gelangt. Eine Monumentaltreppe führt zum ersten Obergeschoss, das durch eine verschwenderische Galerie mit Fresken, bereichert durch wertvolle Gemälde, gekennzeichnet ist. Im Inneren liegt auch die große, majestätische Kapelle, die in ihrem Inneren zahlreiche alte Gemälde enthält.
Die elegante Hauptfassade, die verputzt und gelb gestrichen ist, baut sich symmetrisch um den Eingang auf. Das erste Obergeschoss ist durch offene Lünetten an den Fenstern gekennzeichnet, die in kleine Bögen gesetzt sind. Gekrönt wird die Fassade über der hohen Traufe durch ein breites Gesims mit dem herzoglichen Wappen und einem Epigraph, das die letzte Erweiterung im Auftrag von Herzogin Marie-Louise bezeugt.

### Sala dei Giganti
Der „Saal der Giganten“ liegt im ersten Obergeschoss des Nordflügels, hinter der Galeria des alten Palazzo Lalatta.
Der im 16. Jahrhundert eingerichtete Saal wurde 1572–1573 vom Maler Lattanzio Gambara im Auftrag von Antonio Tommaso Lalatta dekoriert. Die Fresken wurden in den Jahren 2008 und 2009 restauriert.
Die gegenüber liegenden Wände an den beiden langen Seiten sind mit Gemälden bedeckt, die sechs hohe Statuen antiker Götter darstellen, die zwischen den Fenstern und den falschen Fenstern Platz finden. Über der Eingangstür ist darüber hinaus der Auftraggeber des Werks dargestellt.
Auf dem Deckengewölbe ist schließlich die „Schlacht von Lepanto“ dargestellt.

### Biblioteca Storica
Die historische Bibliothek liegt neben den Saal der Giganten. Sie wurde in der zweiten Hälfte des 20. Jahrhunderts dem Autor Mario Colombi Guidotti, einem ehemaligen Schüler des Kollegs, gewidmet.
Das Klostergewölbe, das von Michelangelo Anselmi in der ersten Hälfte des 16. Jahrhunderts mit Fresken ausgemalt wurde, zeigt vier Szenen, von denen drei Episoden des Alten Testaments darstellen, während die vierte die „Präsentation von Maria im Tempel“ darstellt, was eine Interpretation schwierig macht. Die übrige Decke ist in Chiaroscuro mit einer falschen Säulenhalle, unterbrochen durch eine Reihe von Nischen, bemalt, in denen die 12 Apostel stehen.
Nach den Schätzungen von 2009 enthält die Bibliothek 2169 Werke, 4505 Bände und 114 Inkunabeln, die einen zeitlichen Bogen von mehr als 400 Jahren spannen. In dem Saal wird auch ein Modell einer Fregatte aufbewahrt, die der König von Frankreich, Ludwig XV., seinem Enkel Ferdinand I., dem künftigen Herzog von Parma, schenkte.
Ein wesentlicher Teil der Bände, deren jüngste von 1860 stammen, stammt aus dem alten Collegio dei Nobili, das 1601 von Ranuccio I. Farnese gegründet wurde. Weitere Werke wurden dagegen von den Grafen Sanvitale und den Benediktinerbrüdern des Klosters San Giovanni Evangelista gespendet, die das Kolleg von 1831 bis 1834 im Auftrag der Herzogin Marie-Louise führten.

### Theater

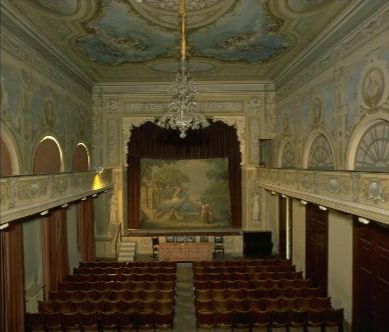
Theater des Convitto Nazionale Maria Luigia

Das kleine Theater liegt im ersten Obergeschoss des Palastes und ist über eine Monumentaltreppe und eine Galerie zu erreichen, die im 19. Jahrhundert von Giovanni Gaibazzi mit Fresken versehen wurde, die die Allegorien der Kunst und der Wissenschaften zeigen. In den Räumen ist ein Teil der 140 Porträts der Fürsten der Akademie der Auserwählten ausgestellt, die zwischen dem Ende des 17. Jahrhunderts und dem Anfang des 19. Jahrhunderts geschaffen wurden.
Das kleine Theater, das von Nicola Bettoli in den Jahren 1821–1829 erbaut wurde, wurde 1865 von Giovanni Gaibazzi mit Fresken versehen. 2006 wurde der Raum aus Sicherheitsgründen geschlossen und in den Jahren 2017–2018 vollständig umgebaut. Das Theater hat einen rechteckigen Grundriss und kann bis zu 178 Personen aufnehmen. Auf drei Seiten des Saales gibt es eine Empore, die bis zur Bühne reicht und von Konsolen getragen wird. Sie endet auf der der Bühne gegenüberliegenden Seite mit einer Bühne, die mit einer falschen Perspektivdarstellung bemalt wurde.
Die Decke ist mit Malereien verziert, die zwischen Putten und Blumengirlanden in vier Ovalen die Allegorien der Hauptkünste zeigen: Die Architektur, die Musik, die Poesie und die Malerei.
Im Theater hat einen Vorhang aus dem 19. Jahrhundert, der, vollständig restauriert, von Girolamo Magnani geschaffen wurde. Er zeigt ein Kind und einen Lehrer, gekleidet in klassisches Habit, die auf einen klassizistischen Tempel zusteuern, eine Allegorie für den Ruhm. In dem Saal ist außerdem eine der Szenen erhalten, auf der ein Wald abgebildet ist, sowie ein originaler Schnürboden.